# Elberta (Alabama)
Elberta ist ein Ort im Baldwin County, Alabama, USA. Die Gesamtfläche des Ortes beträgt 1,9 km². 2020 hatte Elberta 1974 Einwohner.

## Geschichte
Die ersten Siedler kamen 1904 in Elberta an. Die Gemeinde wurde von Farmern gegründet, die aus Deutschland ausgewandert waren.

## Demographie
Bei der Volkszählung aus dem Jahr 2000 hatte Elberta 552 Einwohner, die sich auf 228 Haushalte und 152 Familien verteilten. Die Bevölkerungsdichte betrug somit 284,2 Einwohner/km². 95,11 % der Bevölkerung waren weiß, 0,18 % afroamerikanisch, 3,8 % hispanisch. In 30,3 % der Haushalte lebten Kinder unter 18 Jahren. Das Durchschnittseinkommen betrug 22.375 US-Dollar pro Haushalt, wobei 20 % der Bevölkerung unterhalb der Armutsgrenze lebten. 